# Boris Aleksandrov
Boris Viktorovitsj Aleksandrov (Russisch: Борис Викторович Александров) (Öskemen, 13 november 1955 - Basjkirostan, 31 juli 2012) was een Sovjet-Russisch ijshockeyer.
Aleksandrov won tijdens de Olympische Winterspelen 1976 de gouden medaille. Aleksandrov was alleen in 1976 onderdeel van de nationale ploeg van de Sovjet-Unie.
Aleksandrov speelde ijshockey voorbij zijn 40ste. In 1998 was Aleksandrov coach van de Olympische ploeg van Kazachstan.